# 田中克憲
田中 克憲（たなか よしのり、1990年3月15日 - ）は、日本の俳優。テロワール所属。福岡県大野城市出身。身長177cm、体重62kg。

## 出演

### 映画
- デスフォレスト 恐怖の森（2014年12月20日、一見正隆監督） - 雅也役[3][4][5]
- 口裂け女VSカシマさん（2016年、浅沼直也監督）
- 闇金リアルゲーム（2017年、中田信一郎監督）
- 猫カフェ（2018年、沖田光監督）
- 劇場版・ほんとうにあった怖い話（2018年、KANEDA・細沼孝之監督）
- ハッピーメール（2018年、井上春生監督）
- ホラーちゃんねる（2019年、大橋孝史監督）
- アスリート〜俺が彼に溺れた日々〜（2019年、大江崇允監督）
- クロノス・ジョウンターの伝説（2019年、蜂須賀健太郎監督）
- 三大怪獣グルメ（2020年、河崎実監督）
- ネズラ1964（2021年、横川寛人監督）
- 怪猫狂騒曲（2022年、横川寛人監督）
- HOSHI 35/ホシクズ（2023年、横川寛人監督）[6]

### 舞台
- VAP PRESENTS『新選組オブ・ザ・デッド』（2015年5月2日-5月4日・HEP HALL/2015年5月13日-5月18日・CBGKシブゲキ!!、企画演劇集団ボクラ団義公演）[7][8][9][10]
- 俺、おれ、オレッ♪（2015年10月21日-10月25日、劇団たいしゅう小説家公演）

### インターネット作品
- one day daddy（2016年、沖田光監督）
- 昼下がりの妻たちへ〜タナchuです〜（2016年、FRESH! by AbemaTV）[11]
- Happy Hunting（2017年、耳井啓明監督）
- つづきの一歩（2017年、上村奈帆監督）[12]
- Don't Look Back!（2017年、一見正隆監督）
- 記録（2017年、KANEDA監督）
- 謝罪代行承ります（2018年、中村友則監督）
- MerryGoRound（2018年、高山直美監督）
- abduction（2018年、細沼孝之監督）
- 家族ごっこ（2018年、サトウタツオ監督）
- 通夜のあとに（2019年、小田篤監督）
- ハッピーメール〜Love Story〜（2019年、大内舞子監督）
- ゆりこ（2019年、竹中貞人監督）
- ヤツアシ（2021年、横川寛人監督）
- テイクアンドギヴ・ニーズ（2021年）

### CM
- 投資信託協会（2018年）
- ショットワークス（2019年）
- キリン一番搾り生ビール（2019年、「堤真一 買えない男」篇）
- フィーバー機動戦士ガンダム 逆襲のシャア（2019年）
- リスクモンスター（2019年）
- セルム（2019年）
- ABCマート（2019年）
- 大和リゾート（2020年）
- ベルリッツ・ジャパン（2020年、岐路編）
- SWEAT.jp（2020年）
- IIJ（2021年、いんたーねっとエンジニア検索篇）

### その他
- DVD　ほんとうにあった怖い話　第三十夜（2014年、大江崇允監督）
- モデル　HIMARAYA　シルバーワックス（2016年）
- DVD　口裂け女vsメリーさん（2017年、工藤渉監督）
- テレビ出演　直撃!シンソウ坂上（2019年）
- ショートムービー　時を超える絆（2019年、TSUKEMEN、上村奈帆監督）
- ショートムービー　歌舞伎町の少女（2020年）
- ミュージックビデオ　湯舟（2020年、イハラカンタロウ）